# Noord Nederlands Orkest
Het Noord Nederlands Orkest (NNO) te Groningen is een Nederlands symfonieorkest. Het ontstond in 1989 uit een fusie van het Noordelijk Filharmonisch Orkest (NFO) te Groningen en het sinds 1950 bestaande Frysk Orkest te Leeuwarden, maar de geschiedenis van het orkest gaat meer dan 150 jaar terug.
Het NNO brengt symfonische muziek naar de drie Noordelijke provincies, met zo’n 120 concerten per seizoen: in concertzalen, in de openlucht, tijdens festivals en voor scholen.

## Geschiedenis
Het NNO heeft een geschiedenis die teruggaat tot 1862 en is daarmee Nederlands oudste professionele symfonieorkest. Het is in directe lijn erfopvolger van het oudste Nederlandse orkest, het Orchest der Vereeniging De Harmonie, opgericht in 1862 als onderdeel van sociëteit De Harmonie. In 1926 ging het orkest zelfstandig verder als Groninger Orchest Vereeniging. Dirigenten waren achtereenvolgens Maurice Hageman (-1865), Carl Eisner (1867-1869), Johannes Henderikus Bekker (1869-1897), Marius van 't Kruijs (1897-1905), Peter van Anrooy (1905-1910), Kor Kuiler (1910-1944) en Jan van Epenhuysen. In 1962, bij het honderdjarig bestaan, kreeg het de naam Noordelijk Filharmonisch Orkest. Na de fusie van het NFO en het Frysk Orkest ging het door als het NNO, met De Oosterpoort als thuisbasis.

## Spreiding

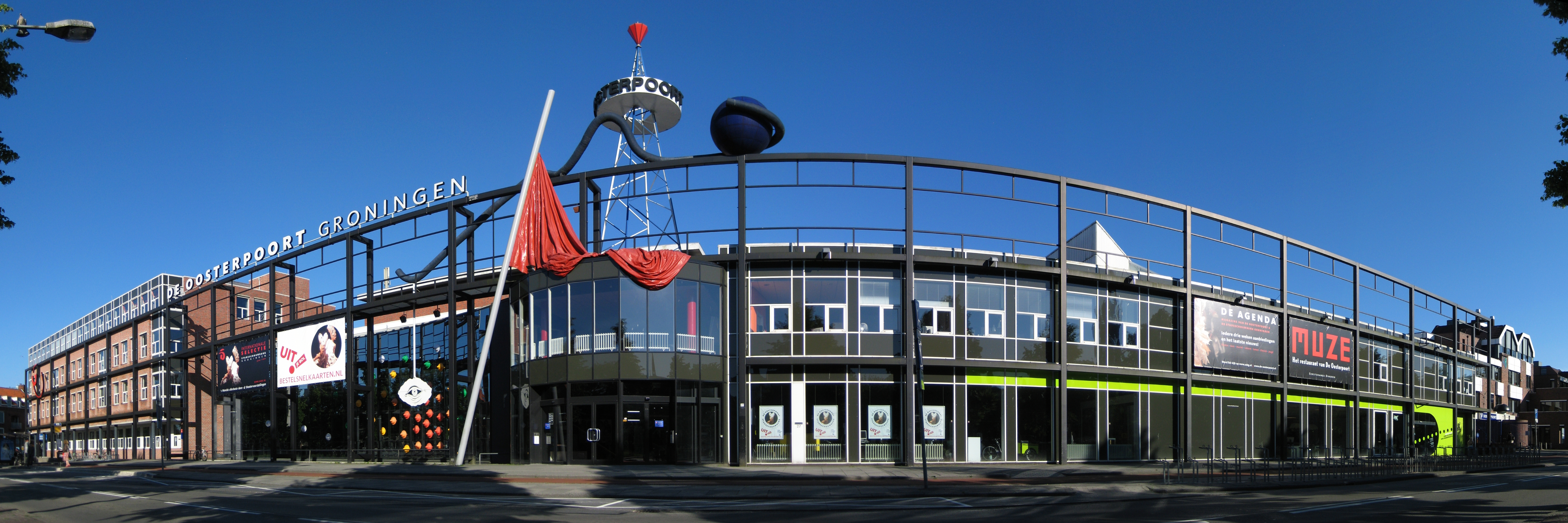
De Oosterpoort, thuisbasis van het NNO

Het Noord Nederlands Orkest is primair van en voor het noorden en treedt op in concertzalen, in de open lucht, tijdens festivals en op scholen. De thuisbasis van het NNO is De Oosterpoort in Groningen, maar daarnaast verzorgt het concertseries verspreid over de drie noordelijke provincies: in De Lawei in Drachten, De Nieuwe Kolk in Assen, het Atlas Theater in Emmen, De Tamboer in Hoogeveen, De Harmonie in Leeuwarden, Schouwburg Ogterop in Meppel en Theater Geert Teis in Stadskanaal. Het toert regelmatig naar podia elders in het land, zoals het Koninklijk Concertgebouw in Amsterdam, TivoliVredenburg in Utrecht en De Doelen in Rotterdam. Ook begeleidt het NNO sommige producties van de Nederlandse Reisopera.

## Programmering en visie
In de visie van het NNO "schuilt het geheim van de intense beleving van klassieke muziek in de live performance van het symfonieorkest en in het contact tussen musici en publiek". Het repertoire van het NNO loopt van barokmuziek tot eigentijdse klassieke muziek. Daarnaast wordt ernaar gestreefd een breed publiek te bereiken door cross-overs tussen klassieke muziek en jazz- en popmuziek. Jaarlijks staat een levende componist centraal bij het Componistenfestival dat in samenwerking met de Stichting Prime wordt georganiseerd. Sinds 2000 waren dit achtereenvolgens Terry Riley, Arvo Pärt, Hans Werner Henze, Wolfgang Rihm, Harrison Birtwistle, Heiner Goebbels, Sofia Goebaidoelina, Philip Glass, Laurie Anderson, Michael Nyman en Steve Vai. 'Composer in residence' is in het seizoen 2016-2017 Anthony Fiumara.
De programmering is breed, vanuit de gedachte om een grote doelgroep aan te spreken. Dit doet het NNO bijvoorbeeld via de Pieter Roelf Jeugd concerten en de gratis lunch- en buitenconcerten. Ook is het NNO geregeld te beluisteren op de radio. Er is een nauwe samenwerking met diverse andere kunstinstellingen, het Prins Claus Conservatorium (Groningen), het Koninklijk Conservatorium (Den Haag) en het Conservatorium van Amsterdam.
In het seizoen 2005-2006 werd de programmering van het NNO genomineerd voor de Klassieke Muziekprijs van de Vereniging van Schouwburg- en Concertgebouwdirecties (VSCD). Tijdens het seizoen 2016-2017 adviseerde de Raad voor Cultuur de Stichting het Noord Nederlands Orkest een subsidiebedrag toe te kennen van € 6.000.000, omwille van "het brede aanbod aan symfonisch repertoire en het goed opgezette educatieprogramma met een groot bereik".
Concerten van het NNO variëren aanzienlijk in stijl. Om de muziek toegankelijk te maken werkt het NNO veel met inleidingen bij concerten en de aanwezigheid van een 'artist in residence'. Popartiest Eric Corton vervulde deze rol in 2016. Nog steeds is hij nauw verbonden met het NNO in de hoedanigheid van zanger en presentator. Zo zong hij met Tim Akkerman, Tim Knol en Marcel Veenendaal bij het concert A Symphonic Tribute to The Rolling Stones. Naast cross-over speelt het NNO het groot symfonisch repertoire, hedendaagse klassieke muziek (gecomponeerd na 1975) en concerten onder de noemer 'symfonisch nieuwe stijl'. Dit zijn concerten waarbij klassieke muziek centraal staat maar op een andere manier wordt gepresenteerd. Hierbij verschilt bijvoorbeeld de duur van een concert of wordt klassieke muziek gecombineerd met een andere muziekstijl of een actueel thema.

## Dirigenten

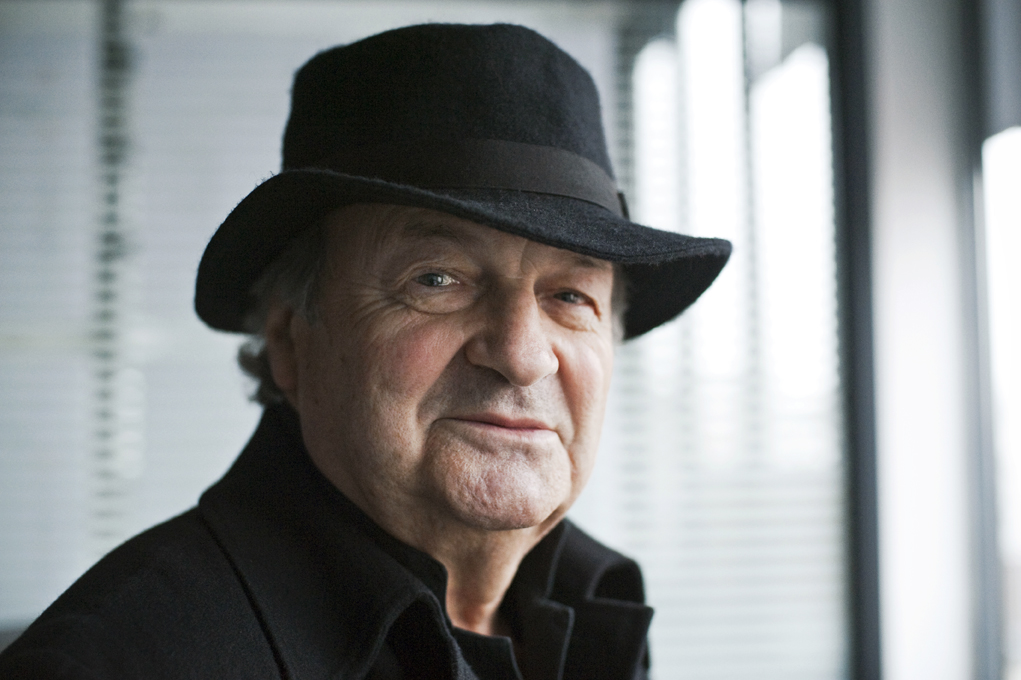
Dirigent emeritus Michel Tabachnik

De eerste chef-dirigent vanaf 1989 was Jacek Kaspszyk. Toen hij de leiding in 1994 overdroeg waren de fusiepartners tot een eenheid gesmeed waarop zijn opvolger Hans Drewanz kon voortbouwen. Het NNO heeft daarna onder leiding gestaan van Jean Fournet, Franz-Paul Decker, Alain Lombard, Sergiu Comissiona, Richard Dufallo, Nikolaj Alexejev, Jan Willem de Vriend, Jacques Mercier, Alexander Vedernikov en Viktor Liberman. Na het overlijden van de laatstgenoemde in 1999 bleef het orkest jarenlang zonder vaste chef. Van 2005 tot 2011 was de chef-dirigent Michel Tabachnik, die sindsdien de titel 'dirigent emeritus' heeft uit waardering voor het peil waarop hij het NNO heeft gebracht. Van 2011 tot 2015 werd het orkest geleid door Stefan Asbury, die na het aflopen van zijn contract als 'honorair dirigent' verdergaat met het NNO. Antony Hermus werd in 2015 voor een periode van drie jaar benoemd tot vaste gastdirigent bij het NNO. De periode werd uiteindelijk negen jaar. Hermus dirigeerde zijn laatste concert in deze functie in maart 2024 en werd bij die gelegenheid tot eredirigent benoemd.
Eind oktober 2021 maakte het NNO de benoeming bekend van Eivind Gullberg Jensen tot chef-dirigent en van Hartmut Haenchen tot vaste gastdirigent, beiden met ingang van het seizoen 2022-2023.